# 금 (소설)
《금》은 1935년 발표된 김유정의 소설 작품이다.

## 줄거리
금점에서 광부들은 광산에서 나올 때에는 옷을 벗어 감독에게 주고, 감독은 다시 평상복을 돌려준다. 이는 광부들이 광산에서 캔 금을 가지고 도망갈 것을 예방하기 위해서이다. 감독의 눈을 피해 금을 가지고 도망가기 위해 그동안 광부들은 속옷에 숨기거나 금을 삼켜 버리는 등 다양한 시도를 해 왔다. 어느 날 한 광부가 발에서 피가 철철 나는 다른 광부 덕순을 품에 안고 나와 감독에게 가도 된다고 허락을 받는다. 알고 보니 덕순과 그의 동무가 금을 훔치기 위해 계획했던 것이고 덕순은 연기를 하기 위해 돌로 자신의 발을 찍어 내린 것이다. 동무는 덕순을 덕순의 아내가 있는 집에 데려다 놓고 돈을 가져오겠다며 금을 가지고 가버린다.